# Teucholabis schistostyla
Teucholabis schistostyla är en tvåvingeart som beskrevs av Alexander 1969. Teucholabis schistostyla ingår i släktet Teucholabis och familjen småharkrankar.
Artens utbredningsområde är Peru. Inga underarter finns listade i Catalogue of Life.